# Seaside Rock
Seaside Rock es el cuarto álbum de la banda sueca Peter Bjorn and John. Fue lanzado el 23 de septiembre de 2008 en versiones de vinilo y forma digital, a través del sello discográfico Almost Gold/Star Time International. La versión de Estados Unidos estuvo limitada a 5000 discos, cada uno acompañado con un código de descarga. (V2 Records lanzó el álbum en Suecia, mientras Wichita lo hizo en el Reino Unido.) Seaside Rock es un álbum experimental, casi completamente instrumental. Además de algunas voces en "Say Something", se pueden escuchar palabras en sueco, acompañadas por música de la banda, que fueron leídas por gente en su comunidad local, como un peluquero local. El álbum fue lanzado también en formato de CD para su edición deluxe para su álbum de 2009, Living Thing.

## Lista de canciones[8]
1. "Inland Empire" – 4:23
2. "Say Something (Mukiya)" – 3:18
3. "Favour of the Season" – 3:19
4. "Next Stop Bjursele" (contiene partes habladas) – 4:01
5. "School of Kraut" – 2:56
6. "Erik's Fishing Trip" (contiene partes habladas) – 3:57
7. "Needles and Pills" – 5:11
8. "Norrlands Riviera" (contiene partes habladas) – 4:54
9. "Barcelona" – 5:22
10. "At the Seaside" – 3:31